# Ossa della Terra
Ossa della Terra (Bones of the Earth) è un romanzo di genere fantascientifico scritto da Michael Swanwick, pubblicato negli Stati Uniti nel 2002.
È stato candidato al premio Nebula per il miglior romanzo nel 2002 e, nel 2003, ai premi Hugo, Campbell e Locus.
Il romanzo è l'espansione del precedente racconto Scherzo con il tirannosauro (Scherzo with Tyrannosaur, 1999), vincitore del premio Hugo nel 2000.
Il romanzo è dedicato a tutti i professori del mondo.

## Trama
Anno 2010. Richard Leyster è un geniale paleontologo specializzato in dinosauri che lavora con un magro stipendio per lo Smithsonian Institute. Un giorno un uomo di nome Griffin si presenta alla sua porta per fargli un'offerta di lavoro, donandogli un contenitore dal contenuto misterioso. Non appena Griffin se ne va (senza lasciare alcuna maniera per contattarlo), Leyster apre il contenitore, trovandovi una vera testa di Stegosaurus.
Un anno e mezzo dopo, Leyster si trova su un pulmino diretto a una conferenza. Qui Griffin spiega il mistero: al governo statunitense è stata offerta la tecnologia del viaggio nel tempo con l'obbligo di farla usare soltanto da scienziati, e il governo ha deciso di renderla disponibile per i paleontologi. L'unica restrizione che chiunque viaggi nel tempo deve assolutamente seguire è non creare fisicamente dei paradossi temporali; pena, la cancellazione dell'universo tutto intero.
La storia, molto complessa, prosegue con il racconto di un attentato terroristico da parte di un estremista creazionista, tra le speranze, le paure e i pensieri dei vari personaggi, in particolare dei protagonisti Richard Leyster, Griffin e Gertrude Salley, tra varie epoche, con gli studi dei paleontologi ormai in grado di vedere e di toccare con mano i loro animali "dal vivo", e nel mistero dell'oscura presenza che si trova dietro il dono del viaggio nel tempo fatto all'umanità.

## Edizioni
- Michael Swanwick, Ossa della Terra, Urania n.1467, Arnoldo Mondadori Editore, 2003.